# Волчихинский Майдан
Волчихинский Майдан — село в Арзамасском районе Нижегородской области Российской Федерации. В рамках организации местного (муниципального) самоуправления входит в состав городского округа город Арзамас.

## Название
В 1859 году фиксировалась под двумя названиями: Волчихинский Майдан (Архангельский Майдан).
В «Списке населённых мест Нижегородской губернии 1916 года» и «Списке населённых мест Нижегородской губернии 1925 года» зафиксирована как Волчихинский-Майдан.

## География
Располагается при федеральной автодороге Р-158 (90-й километр), в  лесостепной зоне:20.
Местность в орогидрографическом отношении относится к западной
части Приволжской возвышенности и представляет собой приподнятую равнину,
расчленённую системами рек, относящихся к бассейну р.р. Оки и Волги:25. Есть пруды, о чём сообщают источники XIX века.
Климат, как и во всем районе, умеренно-континентальный:20.

## История
До упразднения уездно-губернского деления входило в состав Мотовиловской волости, затем Чернухинской волости Арзамасского уезда Нижегородской губернии.
Входило село до 2022 года в состав Ломовского сельсовета Арзамасского муниципального района. После их упразднения входит в состав городского округа город Арзамас.

## Население
| 1999 | 2002 | 2010 |
| ---- | ---- | ---- |
| 143  | ↘62  | ↘42  |

## Инфраструктура
Личное подсобное хозяйство с зоной сельскохозяйственного использования, индивидуальная застройка усадебного типа.
В конце XIX века зафиксированы: 3 ветряных мельницы, 4 постоялых двора, 3 кузницы.

## Достопримечательности
В селе есть церковь Архангела Михаила, построенная в 1852 году.

## Транспорт
Остановка общественного транспорта «Волчихинский Майдан» при въезде в село.